# Сименс
Вижте пояснителната страница за други значения на Сименс.
Сименс (с означение S) е наименованието на единицата за измерване на електричната проводимост в системата SI. Тъй като проводимостта (с означение G) е реципрочната стойност на съпротивлението (с означение R), което се измерва в омове (Ω), в сила са отношенията:
{\displaystyle G={\frac {1}{R}}} и също {\displaystyle G={\frac {I}{U}}},
където {\displaystyle U} е потенциалната разлика в двата края на проводника, измерена във волтове (V) и {\displaystyle I} е токът, който протича през проводника, измерен в ампери (A).
В системата SI дефиницията на измервателната единица сименс е:
{\displaystyle 1S={1A \over 1V}={\frac {1A^{2}}{1{\text{W}}}}=1\cdot {s}^{3}\cdot {A}^{2}\cdot {kg}^{-1}\cdot {m}^{-2}={\frac {1}{1\Omega }}=1\Omega ^{-1}},  където
А – ампер, измерителна единица за електрически ток;
V – волт, измерителна единица за електрическо напрежение;
W – ват, измерителна единица за мощност;
s – секунда, измерителна единица за време;
kg – килограм, измерителна единица за маса;
m – метър, измерителна единица за дължина;
Ω – ом, единица за електрическо съпротивление.
Единицата за проводимост е наречена на името на Вернер фон Сименс (Ernst Werner von Siemens, 1816 – 1892), немски изобретател и индустриалец.